# Zielonowo (województwo wielkopolskie)
Zielonowo – wieś w Polsce położona w województwie wielkopolskim, w powiecie czarnkowsko-trzcianeckim, w gminie Wieleń. Obecnie liczy około 60 domów.
W latach 1975–1998 miejscowość administracyjnie należała do województwa pilskiego.